# Kjoestendil (stad)
Kjoestendil (Bulgaars: Кюстендил) is een stad en een gemeente in het zuidwesten van Bulgarije. De stad ligt aan de rivier de Banska nabij de grens met Noord-Macedonië en Servië. Kjoestendil is de hoofdstad van de gelijknamige oblast.

## Geschiedenis
Kjoestendil ziet terug op een lange geschiedenis. De Thraciërs hadden hier een nederzetting, die in de Romeinse tijd Pautalia heette. De stad heeft haar huidige naam sinds de Ottomaanse Turken haar Küstendil noemden, naar Constantijn Dragaš, de vorst die hier in de 14de eeuw de scepter zwaaide. In diens tijd heette de stad nog Velbužd. De stad was in 1330 het toneel van de slag bij Velbužd, waarbij Servië een belangrijke overwinning op de Bulgaren boekte.

## Plaatsen
- Sjisjkovtsi - 445

## Bevolking
Op 31 december 2019 telde de stad Kjoestendil 39.284 inwoners, terwijl de gemeente Kjoestendil 52.460 inwoners telde. De regio heeft sinds de val van het communisme te kampen met een intensieve bevolkingskrimp, met name op het nabijgelegen platteland.
|  |

De stad werd volgens de volkstelling van februari 2011 voornamelijk bewoond door etnische Bulgaren (36.732 personen, oftewel 86,7% van de bevolking). Er is echter ook een omvangrijke Roma-gemeenschap van 5.179 personen, ofwel 12,2% van de bevolking. Kjoestendil heeft hiermee het hoogste percentage Roma van de 28 provinciehoofdsteden van Bulgarije. In de gemeente Kjoestendil, waar ook 71 nabijgelegen dorpen bij worden opgeteld, vormden etnische Bulgaren 90,2% van de bevolking en de Roma 8,9%. Sinds de volkstelling van maart 2001 is het aandeel van de Roma in de totale bevolking met 2-procentpunten toegenomen: van 6,9% naar 8,9%. Het percentage etnische Bulgaren is daarentegen afgenomen. 

### Religie

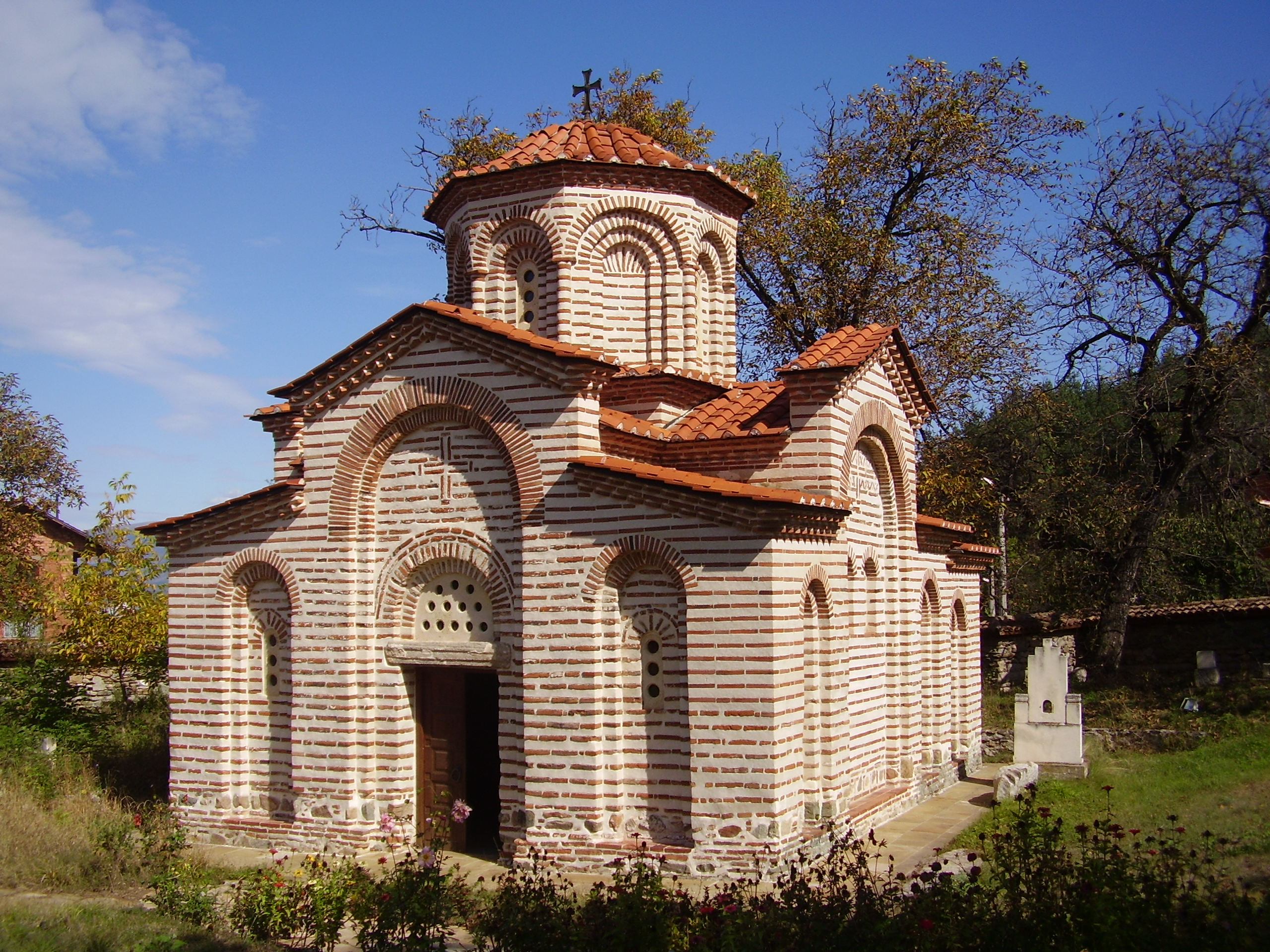
De kerk ‘Sveti Georgi’ in Kjoestendil.

In 2011 was het invullen van een religie optioneel, waardoor 9.237 van de 60.681 inwoners van de gemeente Kjoestendil deze vraag op het censusformulier blanco lieten. Van de 51.444 respondenten identificeerden 44.073 zich met de Bulgaars-Orthodoxe Kerk, oftewel 85,7% van alle respondenten. Een significante minderheid van 2.062 personen, ongeveer 4% van de respondenten, was lid van een van de protestantse kerkgenootschappen. Daarnaast werden er 123 katholieken, 31 moslims en 99 aanhangers van andere religies geregistreerd. Ongeveer 4,3% van de respondenten had geen religie (2.291 personen) en 5,5% wou liever geen antwoord geven op deze vraag (2.837 personen). 

## Partnersteden
- Klintsy
- Cocoa Beach
- Leskovac

## Geboren
- Constantijn Dragaš (14e eeuw) - Servische heerser
- Ilian Stoyanov (1977) - voormalig voetballer